# الكشفية والإرشادية في ألبانيا
يتم تقديم الحركة الكشفية والإرشادية في ألبانيا على النحو التالي : 
ألبانيا، عضو سابق في المنظمة الكشفية العالمية (2005-2014)
- المنظمات التالية هي البائد أو وضعهم الحالي غير معروف:

ألبانيا، عضو سابق في المنظمة الكشفية العالمية (2002-2005) ومنظمة الأصلية التي نسجتها ألبانيا قبالة العمل على العضوية في الجمعية العالمية للمرشدات وفتيات الكشافة.